# Адолф III (Валдек)
Адолф III фон Валдек (на немски: Adolf III von Waldeck-Landau; * 1362; † 19 април 1431) е от 1397 до 1431 г. първият граф на Валдек в Ландау
Той е син на граф Хайнрих VI фон Валдек († 1397) и съпругата му Елизабет фон Берг († сл. 1388), дъщеря на граф Герхард фон Берг и Маргарета от Равенсберг.
След смъртта на баща му 1397 г. графството е разделено на линията Ландау на Адолф и на линията Валдек на по-големия му брат Хайнрих VII. До 1421 г. двамата братя имат големи конфликти.

## Фамилия
Адолф III се жени 1387 г. за Агнес фон Цигенхайн (* 1367; † сл. 26 декември 1438), дъщеря на граф Готфрид VIII фон Цигенхайн († 1394) и съпругата му принцеса Агнес фон Брауншвайг-Гьотинген († 1416). Те имат един син:
- Ото III (* ок. 1389; † 1458/1459), вторият граф на Валдек-Ландау (1431 – 1459), женен ок. 1424 г. за Анна фон Олденбург († 22 юни 1438), дъщеря на граф Мориц III фон Олденбург (ок. 1360 – 1420) и Елизабет фон Брауншвайг-Люнебург (ок. 1360 – 1420)